# 美国蒙大拿联邦地区法院
美国蒙大拿联邦地区法院 （引用时缩写为D. Mont.）是美国94个联邦地区法院中唯一位于蒙大拿州的。该法院审理后的案件需上诉至第九巡回法院，专利及《塔克法案》相关的案件需上诉至联邦巡回区法院。该法院的司法管辖权覆盖该州全部，除了由怀俄明联邦地区法院管辖的黄石国家公园。該法院在比靈斯、比尤特、大瀑布城、海伦娜以及米蘇拉設有分院。